# بارسونز كينغ جونسون
بارسونز كينغ جونسون (بالإنجليزية: Parsons King Johnson)‏ هو سياسي أمريكي، ولد في 8 مايو 1816 في براندون في الولايات المتحدة، وتوفي في 23 نوفمبر 1907 في سانت بول في الولايات المتحدة.